# Hipposideros vittatus
Hipposideros vittatus (Peters, 1852) è un pipistrello della famiglia degli Ipposideridi diffuso nell'Africa subsahariana.

## Descrizione

### Dimensioni
Pipistrello di grandi dimensioni, con la lunghezza totale tra 116 e 167 mm, la lunghezza dell'avambraccio tra 84 e 106 mm, la lunghezza della coda tra 22 e 39 mm, la lunghezza del piede tra 17 e 25 mm, la lunghezza delle orecchie tra 23 e 35 mm e un peso fino a 180 g.

### Aspetto
La pelliccia è corta, soffice e più sparsa sulle parti posteriori. Le parti dorsali sono marroni, fulve o bruno-rossastre, più chiare e brizzolate sulla testa, la nuca, la groppa e vicino l'attaccatura delle ali, mentre le parti ventrali sono marroni o marroni chiare brizzolate, i fianchi sono bianchi, le ascelle sono bianche o giallastre, ognuna parzialmente circondata da una banda marrone che si curva sopra le spalle. È presente una fase completamente arancione. Le orecchie sono grandi, marroni, triangolari, appuntite e con un antitrago poco sviluppato. La foglia nasale presenta una porzione anteriore con tre fogliette supplementari su ogni lato, una porzione posteriore con tre setti poco sviluppati che la dividono in quattro celle superficiali. Entrambi i sessi hanno una sacca frontale. Le membrane alari sono marroni. La coda è lunga e si estende leggermente oltre l'ampio uropatagio. Il primo premolare superiore è molto piccolo e situato fuori la linea alveolare. Il numero cromosomico è 2n=52.

### Ecolocazione
Emette ultrasuoni ad alto ciclo di lavoro sotto forma di impulsi a frequenza costante di 61–66 kHz.

## Biologia

### Comportamento
Si rifugia in gruppi di diverse centinaia di individui, sebbene sia stata riportata una colonia di 100.000 esemplari, all'interno di grotte, mentre adulti solitari sono stati osservati nel fogliame o sotto i tetti di capanne. Il volo è moderatamente manovrato e con velocità variabile, può spiccarlo anche da terra. L'attività predatoria inizia circa 30 minuti prima del tramonto. Accumula grasso corporeo durante i periodi di massima abbondanza di insetti. Effettua migrazioni dalle coste del Kenya verso l'entroterra nei mesi di ottobre e marzo.

### Alimentazione
Si nutre di grossi coleotteri catturati in volo vicino al suolo con la tecnica dei posatoi, situati a circa 6-7 metri dal suolo.

### Riproduzione
Danno alla luce un piccolo alla volta tra marzo ed aprile vicino all'equatore e tra ottobre e novembre nella parte più meridionale dell'areale. Gli accoppiamenti avvengono a luglio ed agosto. I piccoli vengono allattati per 13 settimane e compiono i primi voli a circa 2 settimane di vita.

## Distribuzione e habitat
Questa specie è diffusa nell'Africa subsahariana, nella Sierra Leone, Nigeria, Repubblica Centrafricana centro-settentrionale, Repubblica Democratica del Congo orientale, Etiopia centrale e meridionale, Somalia meridionale, Kenya sud-orientale, Tanzania orientale, isole di Pemba e Zanzibar, Malawi meridionale, Angola sud-occidentale, Zambia meridionale, Mozambico occidentale e meridionale, Zimbabwe; Namibia e Botswana settentrionali, Sudafrica nord-orientale.
Vive nelle savane alberate e nelle foreste costiere, più raramente in boscaglie secche e nelle savane del Sahel durante le stagioni umide.

## Conservazione
La IUCN Red List, nonostante il vasto areale, gran parte della popolazione si trova in poche grandi grotte soggette a interferenze umane e considerato il declino nella popolazione stessa di circa il 30% negli ultimi 10 anni, classifica H.vittatus come specie prossima alla minaccia di estinzione (Near Threatened).